# بلامين كيتوف
بلامن تسفيتانوف كيتوف (بالبلغارية: Пламен Цветанов Гетов)‏ ولد في 4 مارس 1959: لاعب كرة قدم بلغاري سابق كان يلعب إما في مركز لاعب خط وسط مهاجم أو مهاجم.
كان بلامين كيتوف ماهرا جدا في تنفيذ الركلات الحرة المباشرة، وسجل العديد من الاهداف من مواقع مختلفة، في مسيرته التي امتدت نحو 20 عاما. كيتوف كان ضمن تشكيلة المنتخب البلغاري في كأس العالم 1986.